# Michigansko jezero
Michigansko jezero (angleško Lake Michigan) je jezero iz skupine Velikih jezer v Severni Ameriki, edino od petih, ki v celoti leži znotraj ozemlja Združenih držav Amerike. Je drugo največje po prostornini za Gornjim jezerom in tretje največje po površini za Gornjim in Huronskim jezerom. Dolvodno ga na vzhodu ožina Mackinac povezuje s Huronskim jezerom; ožina je globoka in široka, tako da imata jezeri enako višino in tudi sicer hidrografsko štejeta za eno vodno telo.
Administrativno pripada štirim ameriškim zveznim državam: Wisconsinu, Illinoisu, Indiani in Michiganu. Južni del povodja je eden najbolj naseljenih delov regije Velikih jezer sploh, kjer v metropolitanskih območjih Chicaga in Milwaukeeja ter drugih manjših mestih živi približno osem milijonov ali petina vseh prebivalcev regije. Severni del je manj razvit, po rabi pa izstopa predvsem severozahod z zalivom Green Bay, v katerega se izliva reka Fox; v tem delu je močno razvito ribogojstvo, še bolj pa je znan po največji koncentraciji industrije papirja in papirne kaše na svetu, ki občutno prispeva k onesnaženju. Poleg tega ima jezero ključen pomen kot transportna pot za surovine, ki jih predelujejo v industrijskih središčih tega dela regije.